# Ferdinand Zellbell den äldre
Ferdinand Zellbell, vanligen kallad d. ä. (den äldre), född 14 eller 15 april 1689  i Uppsala, död 6 juli 1765 i Stockholm, var en svensk musiker, tonsättare och organist. 

## Biografi
Släkten kom till Sverige från Lüneburg på 1600-talet. Zellbells far var bagare och rådman i Uppsala. Hans bror, Anders Zellbell (född omkring 1680, död 1727) var en tjänsteman som från 1697 ibland vikarierade som domkyrkoorganist och director musices i Uppsala. Ferdinand Zellbell den yngre var son till Ferdinand Zellbell den äldre.
Zellbells huvudinstrument var orgel, klaver och kontrabas. Han var först elev och medhjälpare till Christian Zellinger i Uppsala. År 1715 blev han medlem av Kungliga Hovkapellet, och 1719 blev han utnämnd till organist i Storkyrkan, efter att i två år ha varit tillförordnad. Tjänsten upprätthöll han till sin död, men ersattes år 1753 helt eller delvis av sonen Ferdinand Zellbell den yngre. Johan Helmich Roman uppskattade Zellbell den äldre mest av alla svenska organister.
I en almanacka från 1722 ger Zellbell insyn i en organists dagliga liv med undervisning, instrumentreparationer och rumsuthyrning. Han hade också privilegium på gästabudsspelningar och blev anlitad som dirigent.

### Familj
Zellbell gifte sig första gången 30 september 1716 i Hovförsamlingen med Anna Sophia Rudolphi (död 1743)., dotter till livkirurgen Mårten Rudolphi. De fick tillsammans barnen Elisabeth Sophia Zellbell (död 1717), Ferdinand Zellbell (född 1719), Friedrich Zellbell (1721–1722), Ulrika Zellbell (född 1722), Johan Martin Zellbell (född 1725), Fredericus Zellbell (född 1728) och Christina Zellbell (född 1730).
Zellbell gifte sig andra gången med Maria Elisabet Rüsk.

## Kompositioner
Som kompositör anses Zellbell d.ä. som obetydlig. Han är mest känd för sin Choralbok af F.Z. från år 1749 i notskrift efter en identisk tabulatur från omkring 1731. Övriga verk är:
- 30 Praeludia pro exitu för orgel, 1720-28
- 69 Intonationes för orgel
- Concerto eller Sinfonia D-dur
- Concerto D-dur

## Skrifter
- Temperatura tonorum, fragment i "Brita Strobills klaverbok"  av teoretiskt verk om de "vältempererade tonarterna". Stockholm 1740 (annonserad i Posttidningar). Jämtlands läns bibliotek, Östersund.
- Institutiones bassi continui  eller A och O. En kort underwisning at kunna rätt förstå och practicera General Bas 1732